# Plesionika alcocki
Plesionika alcocki är en kräftdjursart som först beskrevs av A. R. S. Anderson 1896.  Plesionika alcocki ingår i släktet Plesionika och familjen Pandalidae. Inga underarter finns listade i Catalogue of Life.